# Dămuc
Dămuc (Gyergyódamuk en hongrois, Damsdorf en allemand) est une commune roumaine du județ de Neamț, dans la région historique de Moldavie et dans la région de développement du Nord-Est.

## Géographie
La commune de Dămuc est située dans l'ouest du județ, à la limite avec le județ de Harghita, dans les Carpates orientales entre les Monts Tarcăului et les Monts Curmăturii, sur la rivière Dămuc, affluent de la Bicaz, à 25 km au sud-ouest de Bicaz et à 50 km au sud-ouest de Piatra Neamț, le chef-lieu du județ.
La municipalité est composée des trois villages suivants (population en 1992) :
- Dămuc (2 375), siège de la municipalité ;
- Huisurez (701) ;
- Trei Fântani (24).

## Histoire
La commune de Dămuc faisait autrefois partie de la principauté de Transylvanie et appartenait donc au Royaume de Hongrie. En 1918, avec la dislocation de l'Empire austro-hongrois, Dămuc intègre l'État roumain. Elle est alors détachée du comitat de Ciuc et elle est rattachée au județ de Neamț.

## Politique
| Période                                  | Période  | Identité      | Étiquette     | Qualité |
| ---------------------------------------- | -------- | ------------- | ------------- | ------- |
| Les données manquantes sont à compléter. |          |               |               |         |
| 2008                                     | En cours | Anton Covasan | PDL, puis PSD |         |

| Parti | Parti                           | Sièges |
| ----- | ------------------------------- | ------ |
|       | Parti social-démocrate (PSD)    | 6      |
|       | Parti national libéral (PNL)    | 5      |
|       | Parti Roumanie unie (PRU)       | 1      |
|       | Parti Mouvement populaire (PMP) | 2      |

## Religions
En 2002, la composition religieuse de la commune était la suivante :
- Chrétiens orthodoxes, 96,22 % ;
- Baptistes, 2,06 % ;
- Catholiques grecs, 1,30 %.

## Démographie
En 1880, on dénombrait 1 472 Roumains (96,27 %) et 51 Hongrois (3,34 %).
En 2002, la commune comptait 3 148 Roumains (99,96 %). On comptait à cette date 1 700 ménages et 1 611 logements.
| 1850  | 1880  | 1956  | 1977  | 1992  | 2002  | 2007  |
| ----- | ----- | ----- | ----- | ----- | ----- | ----- |
| 1 136 | 1 529 | 2 667 | 3 039 | 3 100 | 3 149 | 3 148 |

## Économie
L'économie de la commune repose sur l'agriculture, l'exploitation des forêts et le tourisme (randonnées dans les montagnes avoisinantes). La commune dispose de 9 023 ha de forêts, de 125 ha de terres arables et de 2 011 ha de pâturages.

## Communications

### Routes
On rejoint la commune de Dămuc par la route régionale DJ127A à partir de la route nationale DN12C Piatra Neamț-Bicaz-Gheorgheni, dans le județ de Harghita.